# 아디스아바바
아디스아바바(영어: Addis Ababa) 또는 아디스아베바(암하라어: አዲስ አበባ 앗디스 아버바)는 에티오피아의 수도이자 최대 규모의 도시로, 그 이름은 암하라어로 「새로운 꽃」이라는 뜻이다. 오로모어로 핀피네(오로모어: Finfinne)라고 일컫기도 한다. 에티오피아의 둘뿐인 특별시 가운데 하나이자 인구가 300만을 넘는 대도시로서, 오로미아주의 핵심 도시 역할을 할 뿐만 아니라 아프리카 연합과 그 전신인 아프리카 통일 기구, 유엔 아프리카 경제 위원회 등 다양한 아프리카 대륙의 경제·정치 기구들의 본부가 위치해 있는 아프리카 대륙의 중심 도시 가운데 하나이기에, 때때로 아프리카 대륙의 정치적 수도라고도 일컬어진다.
15세기까지는 바라라(Barara)라는 지명으로 불리면서 요새 역할을 했으나 에티오피아-아달 전쟁과 오로모족 세력권의 팽창으로 큰 피해를 입었다. 이후 에티오피아 제국 메넬리크 2세의 주도로 재건되어 1889년 수도가 되었다. 또한 20세기에 접어들면서 아디스아바바는 급격한 도시화가 일어났다.
해발 2500m 지점에 있는 고원 도시로, 지리적으로는 에티오피아의 영토를 둘로 가르는 누비아판과 소말리아판 사이 동아프리카 지구대를 수 킬로미터 내로 끼고 있다. 주변 지세가 험준하며 산으로 사방이 둘러싸여 있으며 관개가 용이하다. 현재 에티오피아의 문화경제 행정의 중심으로서 모든 기능을 다하고 있다. 에티오피아 각 지역의 인구가 꾸준히 유입되는 지역이며 대표적인 고등 교육 시설로 아디스아바바 대학교가 있다.

## 역사
한 DNA 조사에 따르면 아디스아바바와 그 인근 지역은 모든 인류의 발원지로 추측되며, 약 100,000년 전에 이곳에서 발원한 인류가 전 세계로 퍼져나간 것으로 추측된다. 해당 연구는 아디스아바바에서 더 먼 거리까지 이동한 조상을 가질수록 유전적 다양성이 점점 줄어든다고 밝혔다.
아디스아바바는 19세기 말에 와서야 에티오피아 제국의 수도가 된 젊은 도시이다. 그 전까지는 호라 핀피네라고 불리면서 갖은 오로모 부족 분파들의 지배를 받았다. 메넬리크 2세 황제는 군사적 유용성 때문에 이 지역의 엔토토 산지를 눈여겨보았고, 1886년 아디스아바바라는 신명(新名)을 부여하고 핀핀네 지역에 첫 정착지와 왕궁을 세운 것을 시작으로 이곳이 제국의 새로운 수도로 발전하게 되었다. 한편 처음에 자리잡은 근교의 엔토토 일대는 서늘한 산중에 위치한 것 때문에 살기가 어려웠고, 땔감을 구하기 어려웠다는 애로사항이 있어 도시의 중심이 되지 못했다.
1936년 이탈리아의 식민지이던 에리트레아로부터 침공한 이탈리아 왕국 군대가 5월 5일 끝내 아디스 아바바에 입성하였다. 이후 5년 간 아디스아바바는 점령지인 이탈리아령 동아프리카의 중심지로서 기능하였다. 1941년영국군이 이탈리아군을 몰아내고 5월 5일 하일레 셀라시에 황제가 수도를 떠난지 5년만에 돌아왔다.
이후 아디스아바바는 경기침체와 급격한 인구증가로 인한 스프롤 문제를 떠안게 되었다. 이에 하일레 셀라시에 황제는 영국의 저명한 도시설계사 패트릭 애버크롬비를 초청하여 이를 정돈된 현대 도시로 재정비하는 작업에 착수하였다. 이후 아디스아바바는 아프리카 단결 기구, 유엔 아프리카 경제 위원회 등의 본부를 유치하고 1965년 동방 정교회 협의회를 개최하기도 했다.
1974년 군부 쿠데타로 제정이 무너지고 데르그의 사회주의 군정이 들어서자 아디스아바바의 주택 공급의 3분의 2가 임대 주택으로 전환되었다. 그러나 에티오피아 내전의 끝에 1991년 에티오피아 인민민주혁명전선이 아디스아바바에 진입하며 사회주의 정부는 무너졌고, 이후 1994년 세워진 에티오피아 연방의 신헌법에 의하면 지방정부에 소속되는 다른 도시들과 달리 아디스아바바와 디레 디와는 특별한 자치권을 가지게 되었다. 또한 도시의 많은 요소는 다시 민영화되었다. 1986년 제시되었으나 당시 사회주의 정부의 관료제에 의해 미루어지던 도시개발 마스터플랜이 1999년에 시작되어 2003년까지 실시되었다.
2014년 아디스아바바를 둘러싼 오로미아주로 시의 영역을 확장하는 개발 계획이 오로모족의 강한 반대에 부딪히며 시위가 이어졌고, 진압 과정에서 수많은 유혈사태가 일어났다. 결국 2016년 이 논쟁적인 개발계획은 취소되었다.
UN의 추산에 의하면 현재 아디스아바바의 광역 도시권 인구는 5백만 명이 넘으며, 2019년 아비 아머드 정부 주도 하에 도시 정비 사업이 진행되고 있다.

## 지리
아디스아바바는 해발 2,235m에 달하는 고원 및 고위 평탄면 위에 세워진 도시로, 근방 생물군계는 초원의 환경과 가깝다. 경위도는 9°1′48″N 38°44′24″E이다. 북쪽으로는 약 3,200m에 달하는 엔토토산과 접하고 있으며 도시 내로는 아와시강을 끼고 있다.

### 행정 구역
Addis Ketema, Akaky Kaliti, Arada, Bole, Gullele, Kirkos, Kolfe Keranio, Lideta, Nifas Silk-Lafto, Yeka의 10개 구역으로 나뉘어 있다.

### 기후
쾨펜의 기후 구분에 따르면, 아디스아바바는 열대 고산 기후(Cwb)를 특징으로 하며, 이는 고도가 높고 온대 지역에서 관찰되는 기후 유형으로, 기온은 연중 온난하게 유지되며 강수량은 달마다 뚜렷한 차이를 보인다. 쾨펜의 기후 구분에서 'Cwb'는 18°C 이상의 온도를 기록하는 가장 더운 달이 있으며, 강수량은 여름철에 집중되어 있고 겨울철은 건조한 특성을 보인다. 또한 고산 기후의 특징으로, 아디스아바바는 일교차가 약 10°C 정도로 작은 편이며, 이는 고산지대 특유의 기온 변화가 적고 온도가 일년 내내 비교적 일정하게 유지되는 것을 의미한다. 이러한 기후적 특성 덕분에 아디스아바바는 농업 활동에 유리하며, 다양한 농작물이 자생하는 환경을 제공한다.
| 아디스아바바의 기후                                                                                      | 아디스아바바의 기후 | 아디스아바바의 기후 | 아디스아바바의 기후 | 아디스아바바의 기후 | 아디스아바바의 기후 | 아디스아바바의 기후 | 아디스아바바의 기후 | 아디스아바바의 기후 | 아디스아바바의 기후 | 아디스아바바의 기후 | 아디스아바바의 기후 | 아디스아바바의 기후 | 아디스아바바의 기후 |
| 월 | 1월                 | 2월                 | 3월                 | 4월                 | 5월                 | 6월                 | 7월                 | 8월                 | 9월                 | 10월                | 11월                | 12월                | 연간                |
| --- | ------------------- | ------------------- | ------------------- | ------------------- | ------------------- | ------------------- | ------------------- | ------------------- | ------------------- | ------------------- | ------------------- | ------------------- | ------------------- |
| 역대 최고 기온 °C (°F)                                                                                   | 28.8 (83.8)         | 30.6 (87.1)         | 30.0 (86.0)         | 30.2 (86.4)         | 29.6 (85.3)         | 29.0 (84.2)         | 29.1 (84.4)         | 28.0 (82.4)         | 25.6 (78.1)         | 27.1 (80.8)         | 29.7 (85.5)         | 26.5 (79.7)         | 30.6 (87.1)         |
| 일평균 최고 기온 °C (°F)                                                                                 | 23.9 (75.0)         | 25.3 (77.5)         | 25.8 (78.4)         | 25.4 (77.7)         | 25.3 (77.5)         | 23.6 (74.5)         | 21.2 (70.2)         | 20.9 (69.6)         | 21.9 (71.4)         | 23.3 (73.9)         | 23.3 (73.9)         | 23.1 (73.6)         | 23.6 (74.5)         |
| 일일 평균 기온 °C (°F)                                                                                   | 16.3 (61.3)         | 17.6 (63.7)         | 18.6 (65.5)         | 18.8 (65.8)         | 18.8 (65.8)         | 17.5 (63.5)         | 16.5 (61.7)         | 16.4 (61.5)         | 16.6 (61.9)         | 16.5 (61.7)         | 15.9 (60.6)         | 15.5 (59.9)         | 17.1 (62.8)         |
| 일평균 최저 기온 °C (°F)                                                                                 | 8.6 (47.5)          | 9.9 (49.8)          | 11.6 (52.9)         | 12.2 (54.0)         | 12.2 (54.0)         | 11.7 (53.1)         | 11.9 (53.4)         | 11.8 (53.2)         | 11.3 (52.3)         | 9.7 (49.5)          | 8.3 (46.9)          | 7.5 (45.5)          | 10.6 (51.1)         |
| 역대 최저 기온 °C (°F)                                                                                   | 0.0 (32.0)          | 0.0 (32.0)          | 0.0 (32.0)          | 2.5 (36.5)          | 4.0 (39.2)          | 4.2 (39.6)          | 5.4 (41.7)          | 5.7 (42.3)          | 3.9 (39.0)          | 0.0 (32.0)          | 0.0 (32.0)          | 0.0 (32.0)          | 0.0 (32.0)          |
| 평균 강우량 mm (인치)                                                                                    | 13 (0.5)            | 30 (1.2)            | 58 (2.3)            | 82 (3.2)            | 84 (3.3)            | 138 (5.4)           | 280 (11.0)          | 290 (11.4)          | 149 (5.9)           | 27 (1.1)            | 7 (0.3)             | 7 (0.3)             | 1,165 (45.9)        |
| 평균 강우일수 (≥ 0.1 mm)                                                                                 | 3                   | 5                   | 7                   | 10                  | 10                  | 20                  | 27                  | 26                  | 18                  | 4                   | 1                   | 1                   | 132                 |
| 평균 상대 습도 (%)                                                                                       | 52                  | 51                  | 53                  | 59                  | 55                  | 68                  | 78                  | 80                  | 75                  | 57                  | 53                  | 53                  | 62                  |
| 평균 월간 일조시간                                                                                       | 266.6               | 206.2               | 241.8               | 210.0               | 238.7               | 174.0               | 111.6               | 133.3               | 162.0               | 248.0               | 267.0               | 288.3               | 2,547.5             |
| 평균 일일 일조시간                                                                                       | 8.6                 | 7.3                 | 7.8                 | 7.0                 | 7.7                 | 5.8                 | 3.6                 | 4.3                 | 5.4                 | 8.0                 | 8.9                 | 9.3                 | 7.0                 |
| 출처 1: Météo Climat (평년값: 1991년~2020년, 극값: 1898년~현재)                                          |                     |                     |                     |                     |                     |                     |                     |                     |                     |                     |                     |                     |                     |
| 출처 2: 세계기상기구 (강우량: 1981년~2010년), 독일 기상청 (상대습도: 1951년~1990년, 일조: 1985년~1998년) |                     |                     |                     |                     |                     |                     |                     |                     |                     |                     |                     |                     |                     |

## 주민
2021년 기준 추정 인구는 약 377만 명이다. 주민의 민족구성은 절반에 가까운 약 47%가 암하라족이며, 오로모족 20%, 구라게족 16%, 티그라이족 6% 등이다. 모어는 암하라어가 71%이고, 이외에 오로모어 11%, 구라게어 8%, 티그리냐어 4% 등이 뒤따른다. 주민의 약 75%는 에티오피아 정교회의 신도이며, 이외에는 이슬람교 신자 16%, 오순절주의 계통 개신교 신자 8%, 가톨릭 0.5%가 있다. 2007년 조사 기준으로 98.64%의 주민들은 위생적인 식수를 제공받고 있다.

## 경제
아디스아바바는 에티오피아의 경제적 중심지로, 여러 산업들이 아주 다양하게 발달되어 있다. 연방정부 통계에 의하면 119,197명의 인구가 상업·무역업·서비스업에 종사하고 있고, 113,977명이 제조업·중공업, 80,391명이 가내수공업, 71,186명이 공무원 업무, 50,538명이 교통 산업, 42,514명이 교육, 32,685명이 호텔 및 요식업, 16,602명이 농업에 종사하는 것으로 드러났다. 비교적 치안이 안정되어 있는 편으로, 가장 흔한 범죄는 소매치기·날치기 등이다. 건설업이 부흥하여 고층 빌딩이 시내 도처에 들어서 있으며, 고급 상점가가 유치되면서 호화 서비스업 역시 점점 자리를 잡아가고 있다. 특히 온천 산업은 상당 수준 발달하여 아프리카의 온천 수도로 지칭되기도 한다.
에티오피아 항공의 본사가 아디스아바바 볼레 국제공항 부지에 위치해 있다.

## 문화
아디스아바바는 디레다와와 더불어 에티오피아의 모든 민족이 한데 모여 사는 용광로 같은 도시로, 에티오피아의 문화 중심지이다.에티오피아에서 손꼽힐 만큼 민족간의 문화적인 동화가 강하게 드러나는 도시이다.

### 예술관과 박물관

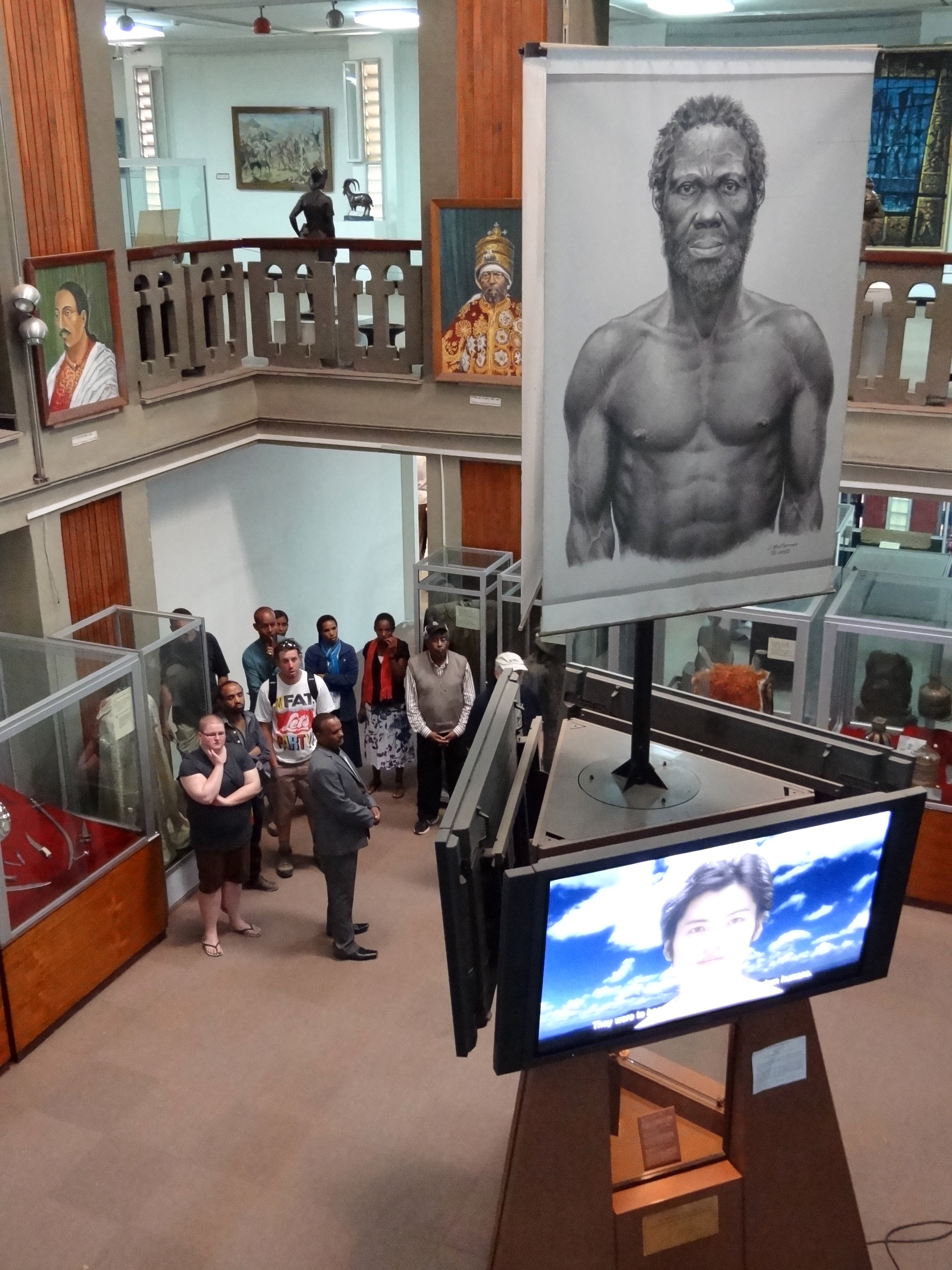
에티오피아 국립박물관 중앙 전시관

많은 유물과 예술품이 부장된 에티오피아 국립박물관이 존재하며 고고학 전시회를 자주 연다. 오스트랄로피테쿠스 아파렌시스의 표본과 에티오피아에서 발굴된 유명한 오스트랄로피테쿠스 표본 셀람이 대표적인 전시물이다. 또한, 옛 에티오피아 솔로몬 왕조 대의 제례의복을 1936년부터 대거 보유 중이다. 또한 에티오피아의 예술가인 아페웨르크 테클레의 작품과 솔로몬과 시바의 여왕의 만남을 묘사한 작품을 전시한 회랑이 있다.

## 교통

### 철도
이 도시로부터 지부티까지 두 개의 철도로 연결되어 있다. 2016년 10월 5일 중국에서 건설한 지부티까지 연결하는 새로운 철도가 개통되었다.

### 항공
아디스아바바에서 동쪽으로 18km 떨어진 곳에 2003년 개장한 아디스아바바 볼레 국제공항이 위치하고 있으며 에티오피아 항공의 허브 공항이기도 하다. 영국, 이집트, 미국, 아랍에미리트, 중화인민공화국, 홍콩, 남아프리카 공화국, 프랑스, 대한민국 등으로 운항한다.

### 라이트 레일

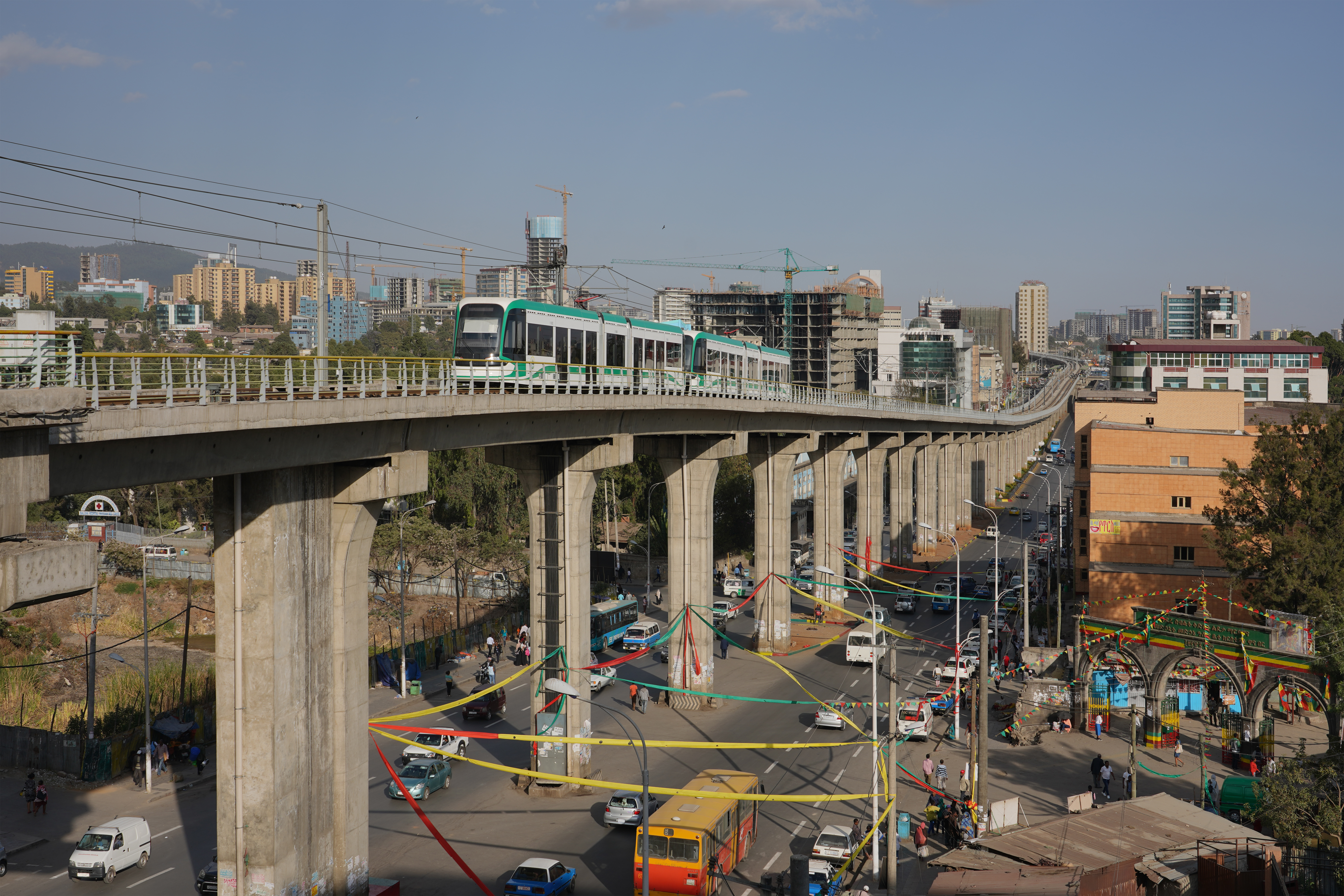
아디스아바바의 라이트레일

2015년 9월 20일부터 아디스아바바 시는 중국의 선전 지하철 사와 공동으로 라이트 레일을 운영하고 있으며, 이로서 사하라 이남 아프리카에서는 최초로 라이트 레일을 도입한 사례로 기록되었다.

## 자매도시
| 도시              | 맺은 연도 |
| ----------------- | --------- |
| 대한민국 춘천시   | 2004      |
| 이스라엘 베르셰바 | 2004      |
| 독일 라이프치히   | 2004      |
| 튀르키예 앙카라   | 2006      |
| 미국 워싱턴 D.C.  | 2013      |